# Rheumaptera medioalba
Rheumaptera medioalba är en fjärilsart som beskrevs av Maslowsky 1923. Rheumaptera medioalba ingår i släktet Rheumaptera och familjen mätare. Inga underarter finns listade.